# Kemp (Texas)
Kemp város az USA Texas államában, Kaufman megyében. Lakosainak száma 1129 fő (2020. április 1.).

## Népesség
A település népességének változása:
| Lakosok száma | 1133 | 1154 | 1129 |
|               | 2000 | 2010 | 2020 |